# Alexandros Safarikas
Alexandros Safarikas (griechisch Αλέξανδρος Σαφαρίκας, * 26. August 1999 in Veria) ist ein griechischer Fußballtorhüter.

## Karriere
Safarikas begann seine Laufbahn bei Nireas Verias, bevor er 2015 zum Veria FC wechselte. Am 30. April 2017, dem 30. Spieltag der Saison 2016/17, gab er beim 0:3 gegen den Xanthi FC sein Debüt für die erste Mannschaft in der erstklassigen Super League. Dies blieb sein einziger Profieinsatz in dieser Spielzeit. Zur folgenden Spielzeit schloss er sich dem Ligakonkurrenten AE Larisa an, für den er bis Saisonende in der U-20-Mannschaft spielte. Zur Spielzeit 2018/19 wurde er vom italienischen Viertligisten Calcio Lecco verpflichtet. Er avancierte zum Stammtorhüter und bestritt bis zum Ende der Saison 27 Partien in der Serie D. Lecco stieg als Meister der Gruppe A in die Serie C auf, in der folgenden Runde um den Meistertitel verlor man im Finale nach Elfmeterschießen gegen die US Avellino 1912. 2019/20 absolvierte Safarikas 20 Spiele in der drittklassigen Serie C und erreichte mit Calcio Lecco den Klassenerhalt. Im Oktober 2020 wechselte er auf Leihbasis zum Schweizer Zweitligisten FC Chiasso. Am 16. Oktober 2020, dem 4. Spieltag, debütierte er beim 0:2 gegen den FC Thun in der zweitklassigen Challenge League. Bis Saisonende verpasste er keine Pflichtspielminute. In der Liga kam er 33-mal zum Einsatz und im Schweizer Cup spielte er einmal, als die Mannschaft im Achtelfinale gegen den FC Luzern ausschied. Zur Saison 2021/22 wurde er von den Südtessinern fest verpflichtet, Safarikas wurde jedoch direkt an den Erstligisten FC Sion weiterverliehen, der ihn im Sommer 2022 fest verpflichtete.
Im Sommer 2024 wechselte Safarikas zum griechischen Zweitligisten PAE Chania.